# Linyphantes
Linyphantes là một chi nhện trong họ Linyphiidae.